# Elizabeth Weir
Elizabeth Weir è un personaggio immaginario delle serie televisive fantascientifiche Stargate SG-1 e Stargate Atlantis. Il personaggio è interpretato da Torri Higginson, anche se quando è stato introdotto in Stargate SG-1 era interpretato da Jessica Steen.

## Biografia
La dottoressa Weir era una diplomatica per gli Stati Uniti, coinvolta nella negoziazione di diversi trattati nazionali. Possiede due dottorati, parla cinque lingue, e un tempo insegnava scienze politiche all' Università di Georgetown. Venne coinvolta nel programma Stargate quando il presidente Henry Hayes la mise al comando del Comando Stargate, al posto del Generale Maggiore George Hammond per dare un aspetto "civile" alla organizzazione. Giocò un ruolo importante nella difesa della terra da un attacco di Anubis. Venne rimpiazzata da Jack O'Neill poco dopo e passò al comando del complesso di ricerca che stava studiando la fabbrica Antica che era stata scoperta in Antartide. Da lì le coordinate dello Stargate per l'Antica città di Atlantis vennero scoperte, e Weir venne messa al comando della spedizione che venne mandata attraverso lo stargate alla Galassia Pegasus, per esplorare Atlantis.
Elizabeth Weir ora lavora come capo civile di Atlantis e controlla ogni giorno le operazioni della città, così come negozia con altri mondi e approva missioni per le squadre Atlantis SG.
Nella quarta stagione viene catturata su Asura durante una missione per reperire un modulo ZPM.
I replicanti, dopo averla uccisa, in seguito costruiscono una copia di lei insieme ad una copia di Atlantide per capire la natura umana e riuscire ad ascendere. La copia della Weir e di altri membri di Atlantide si sacrificano per salvare i loro originali da un attacco dei replicanti.
La dottoressa Weir ricompare per qualche secondo al comando di una nave stellare attorno all'orbita del pianeta distrutto dei replicanti. Lei e pochi altri replicanti si sono salvati dall'estinzione della loro razza perché in fuga dai loro stessi compagni.
La loro intenzione infatti è quella di ascendere ad esseri superiori e divenire quindi simili ai loro creatori. Dal punto di vista del resto della popolazione replicante questa è un'eresia da punire con l'immediata distruzione. Ed è per questo che, lontani dal pianeta, sono sopravvissuti alla sua distruzione.
La dottoressa Weir ricomparirà un'ultima volta nella quinta stagione raccontando che lei i suoi compagni hanno tentato una sorta di "ascensione elettronica" distruggendo volontariamente i loro corpi e diventando pura coscienza che vagava nel subspazio. Questa sorta di ascensione però non si è mai realizzata e le loro coscienze hanno vagato senza meta per mesi cercando di riavere dei corpi nel quale tornare in vita.
La Weir trovando per puro caso un Jumper con la squadra di Sheppard vi si è inserita come un virus elettronico che poi ha infettato Atlantide.
Grazie ai macchinari della città, unico posto nella galassia dove si trovi una fabbrica di replicanti, lei e i compagni hanno ricostruito i loro corpi e riversato dentro le loro coscienze (anche se il corpo in cui la coscienza della Weir si riversa è quello di Fran, un replicante costruito tempo prima da Mc Kay come arma per distruggere questa razza).
Ma uno del gruppo ha cercato di fuggire mettendo in pericolo le persone della città, per cui la Weir capendo di non potersi fidare appieno degli altri rimasti, con un inganno, attira tutti i restanti replicanti dentro lo stargate. Convinti di trasferirsi su un altro pianeta varcano l'ingresso senza sospetti. Ma l'indirizzo digitato dalla Weir è quello di uno stargate che vaga nello spazio aperto.
L'episodio, si chiude con il suo corpo da replicante che flutta nel vuoto cosmico.
In seguito riuscì ad ascendere grazie all'Asgard asceso Ran, prima di ritornare in forma corporea.